# 152337 Sakeenaburson
152337 Sakeenaburson è un asteroide della fascia principale. Scoperto nel 2005, presenta un'orbita caratterizzata da un semiasse maggiore pari a 3,137034 UA e da un'eccentricità di 0,184366, inclinata di 1,076767° rispetto all'eclittica. Ha un diametro di 3,431 km.